# Literaturnaia gazeta
Literaturnaia Gazeta (în rusă Литературная Газета, în traducere „Gazeta literară”) este una dintre cele mai vechi și populare publicații din URSS și Rusia.
Revista a fost înființată de poetul Anton Delvig în colaborare cu Aleksandr Pușkin și Piotr Viazemski (1792–1878), iar primul număr al revistei a apărut la 13 ianuarie (1 ianuarie pe stilul vechi) 1830. În prezent, revista este un săptămânal adresat publicului larg.
În primii ani de apariție, în revistă au fost publicate poeziile lui Pușkin, Baratânski, Aleksei Kolțov, Kiuhelbeker.
Un scriitor important care a fost publicat pentru prima oară în „Literaturnaia gazeta" a fost Nikolai Gogol.
Revista Gazeta literară, apărută în 1954 în Republica Populară Romînă, a fost concepută după modelul sovietic al săptămânalului Literaturnaia Gazeta și a fost principala tribună a realismului socialist în versiunea românească.